# Leon Brun
Leon Brun (ur. 15 października 1882 w Warszawie, zm. 9 września 1939 tamże) – polski dziennikarz, krytyk filmowy i scenarzysta filmowy.

## Życiorys
Kształcił się w Instytucie Nauk Politycznych w Paryżu, po czym rozpoczął karierę dziennikarską. W 1923 pełnił rolę recenzenta w „Kurierze Warszawskim”. Rok później powołał do życia czasopismo „Film”, a po odejściu w 1925, zorganizował i redagował efemeryczną „Filmię”. We wrześniu tego samego roku dołączył do redakcji „Kino dla Wszystkich”. W latach 1930–1935 był redaktorem „Kina”, najpoczytniejszego czasopisma filmowego w II Rzeczypospolitej. Ponadto zamieszczał teksty w innych czasopismach.
Współtworzył scenariusz do filmu Dzikuska (1928).